# Barbus tyberinus
Barbus tyberinus är en fiskart som beskrevs av Bonaparte, 1839. Barbus tyberinus ingår i släktet Barbus och familjen karpfiskar. Inga underarter finns listade.
Arten förekommer i stora delar av Italien. Den vistas i vattendrag och i insjöar. Hannar och honor parar sig med flera exemplar av det andra kön under samma år.
Beståndet hotas av vattenföroreningar. Ibland bildas hybrider med flodbarb och Barbus plebejus. IUCN kategoriserar arten globalt som nära hotad.

## Bildgalleri

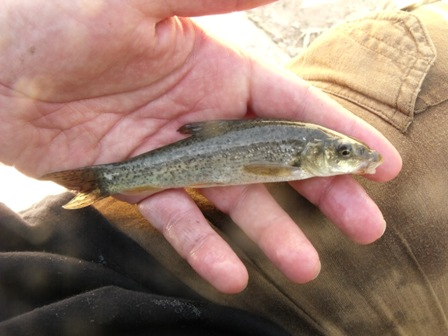